# Giuseppe Wilson
Pour les articles homonymes, voir Wilson.
Giuseppe Wilson (/dʒuˈzɛppe ˈwilson/ ; né Joseph Wilson le 27 octobre 1945 à Darlington, dans le Durham, en Angleterre du Nord-Est et mort le 6 mars 2022 à Rome) est un footballeur anglo-italien des années 1960 et 1970.

## Biographie
En tant que défenseur, Giuseppe Wilson fut international italien à trois reprises (1974) pour aucun but inscrit. Il participa à la Coupe du monde de football de 1974, où il ne joua que deux matchs sur les trois (Argentine et Pologne) en tant que remplaçant. L'Italie fut éliminée au premier tour.
Il joua pour des clubs italiens (Cirio (it), Internapoli (it) et SS Lazio) et un club américain (New York Cosmos), remportant une D4 et une D1 italienne ainsi qu'une coupe des Alpes en 1971 et la NASL en 1978. C'est sous son capitanat que la SS Lazio a remporté le calcio en 1974.

## Clubs
- 1962-1965 :  CRAL Cirio
- 1965-1969 :  Internapoli FC (it)
- 1969-1977 :  Lazio Rome
- 1978 :  Cosmos de New York (prêt)
- 1978-1980 :  Lazio Rome

## Palmarès
- Championnat d'Italie de football D4
  - Champion en 1967
- Coupe des Alpes
  - Vainqueur en 1971
- Championnat d'Italie de football D2
  - Vice-champion en 1972
- Championnat d'Italie de football
  - Champion en 1974
- North American Soccer League (1968-1984)
  - Champion en 1978